# Franz Xaver Heller
Franz Xaver Heller (Wurzburgo, 28 de diciembre de 1778 - Berlín, 20 de diciembre de 1840) fue un médico, y botánico alemán, autoridad en la familia de cactos, recolector de cactus en Antillas y en México.

## Biografía
Estudió medicina en la Universidad de Wurzburgo, graduándose en 1800 con doctorados en medicina y en cirugía. En 1803, es profesor asociado en Wurzburgo, y dos años más tarde fue nombrado profesor titular de botánica. En 1828 fue nombrado rector de la Universidad. Durante el mismo año, se convirtió en miembro correspondiente de la Sociedad Médico-Botánico de Londres.
Conocido como autor de Flora Wirceburgensis ("Flora del Gran Ducado de Wurzburgo") de 586 p. publicado en dos partes (1810, 1811) con un suplemento editado en 1815. Tras su deceso, su herbario pasó al botánico August Schenk (1815-1891).

## Otras publicaciones
- "Graminum in magno-ducatu Wirceburgensi tam sponte crescentium : quam cultorum enumeratio systematica", 1809, reimpreso por Nabu Press, 2012, ISBN 1273105451, ISBN 9781273105456
- "Specimen inaugurale botanicum sistens organa plantarum functioni sexuali inservientia, quod". Ed. Wirceburgensis, 74 p. 1809.
- "Flora Wirceburgensis, sive, Plantarum in Magno-Ducatu Wirceburgensi indigenarum enumeratio systematica", 1810–11.
- "Supplementum Florae Wirceburgensis continens Plantarum genera : quaedam atque species in magno-ducatu Wirceburgensi recenter detecta", 1815.[5]
- De natura febrium ad regiones altiores inferioresque relatarum], 48 p. Ed. Nitribitt, 1818.[6]
- Franciscus Xaverius Heller ad disputationem publicam praeside Thoma Augusto Ruland ... a ... Francisco Christophoro Rothmund ... habendam ... invitat], 8 p. Ed. Becker, 1823.[7]

## Eponimia
En 1824, el género Helleria (familia Humiriaceae) se nombró en honor de él y de su hermano, Georg, por Nees y Martius.